# Iuri Ivànovitx Simonov
Iuri Ivànovitx Simonov   (Saràtov, 4 de març de 1941) és un director, pedagog, i professor soviètic i rus. Artista popular de l'URSS (1981). Guanyador del Premi Lenin Komsomol (1977). Director artístic i director titular de l'Orquestra Simfònica Acadèmica de la Filharmònica de Moscou.

## Biografia
Nascut en una família de cantants d'òpera, de petit va mostrar interès per la direcció. Va estudiar a una escola de música a la classe de violí, als dotze anys es va posar per primera vegada a la consola de l'orquestra de l'escola, dirigint la "Simfonia núm. 40" de W. A. Mozart. El 1956 es va traslladar a Leningrad, on va ingressar a l'Escola Secundària Especial de Música del Conservatori de Leningrad. N. A. Rimsky-Korsakov, i després de la graduació - al conservatori mateix a les classes de viola de Yu. M. Kramarov (graduat el 1965) i direcció d'òpera i simfònica - N. S. Rabinovich (1968).
Des de 1958 -director-professor de classes d'orquestra a les escoles de música i col·legis de Leningrad, el 1962-1969- director en cap de l'orquestra simfònica de la Filharmònica del Poble al Palau de la Cultura de Vyborg.
El 1967-1969 va dirigir l'orquestra de la Filharmònica de Kislovodsk. Després de guanyar el concurs internacional de directors de l'Acadèmia Santa Cecilia de Roma, va ser convidat a treballar amb l'Orquestra Filharmònica de Leningrad (sota la direcció d'E. A. Mravinsky), però hi va treballar només durant un any aproximadament.
L'any 1969 va debutar al Teatre Bolxoi amb una producció de l'òpera Aïda de Verdi, i un any més tard va rebre el càrrec de director en cap d'aquest teatre, que va ocupar fins al 1985.
Sota la seva direcció, es produí l'estrena del ballet de R. K. Shchedrin "Anna Karenina" (1972) i la primera posada en escena del ballet de D. D. Shostakovich "The Golden Age" (1982, posada en escena per Yu. N. Grigorovich), així com altres obres.
Va fer gires a l'estranger -a Europa, Japó i els EUA- tant amb una troupe d'òpera i ballet (va dirigir la producció de l'òpera Voina i mir (Prokófiev) (Guerra i pau), de Serguei Prokófiev a la Metropolitan Opera el 1975), com amb l'Orquestra de Cambra del Teatre Bolxoi, fundada per ell l'any 1979. El mateix any, per iniciativa seva, per primera vegada després d'una llarga pausa, apareixen òperes de Richard Wagner al repertori del Teatre Bolxoi (en particular, Das Rheingold (L'or del Rin). El 1982 va debutar a Londres amb l'òpera Ievgueni Oneguin (Txaikovski) al Covent Garden Theatre, i quatre anys més tard hi va dirigir La Traviata de Verdi. El van seguir "Aïda" de G. Verdi a Birmingham, Don Carlo de G. Verdi a Los Angeles i Hamburg, La forza del destino de G. Verdi a Marsella, Così fan tutte de W. A. Mozart a Gènova, Salomé de R. Strauss a Florència, "Eugene Onegin" de P. I. Txaikovski a Dallas, Píkovaia dama de P. I. Txaikovski a Budapest i Praga.
Després de deixar el càrrec de director en cap del Teatre Bolxoi, va dirigir durant diversos anys la Petita Orquestra Simfònica Estatal de l'URSS creada per ell (1985-1989). L'any 1989, arran d'un conflicte amb l'orquestra, la va abandonar.
Després de l'esfondrament de l'URSS, va continuar treballant activament a Rússia i a l'estranger, actuant amb les principals orquestres i teatres d'òpera del món: el 1991 va esdevenir el director convidat principal de l'Orquestra Filharmònica de Buenos Aires (Argentina), el 1991 va dirigir l'obra de Mussorgski. Khovanshchina a l'Òpera de San Francisco (EUA), l'any 1993 va dirigir la producció de Píkovaia dama de P. I. Txaikovski a l'Òpera de París, del 1994 al 2002 va exercir com a director musical de l'Orquestra Nacional de Bèlgica, i el 1995-1998. a l'Òpera de Budapest va dirigir Der Ring des Nibelungen R Wagner.
Des de 1998 dirigeix l'Orquestra Simfònica Acadèmica de la Filharmònica Estatal de Moscou.
El repertori del director inclou composicions clàssiques russes i estrangeres, així com música de compositors soviètics del segle xx. Al llarg dels anys de treball amb l'equip, s'han fet més de dos-cents programes a Moscou, s'han fet nombroses gires a Rússia, EUA, Gran Bretanya, Alemanya, Espanya, Xina, Corea del Sud, Japó i altres països.
De 1978 a 1991 va ensenyar al Conservatori de Moscou. P. I. Txaikovski (des de 1985 - professor). Des del 2006 imparteix classes al Conservatori de Sant Petersburg. Realitza classes magistrals a Rússia ia l'estranger: a Londres, Tel-Aviv, Alma-Ata, Riga. De 1994 a 2008, va realitzar cursos de màster internacionals d'estiu (Budapest i Miskolc), als quals van assistir més de 100 joves directors de 30 països. El 2001 va fundar l'Orquestra Liszt-Wagner a Budapest. El 2008 va dirigir la Jove Orquestra Simfònica del CIS.
El 2009, va participar al V festival internacional anual "Crescendo" amb l'Orquestra Simfònica Acadèmica de la Filharmònica Estatal de Moscou. Ha participat en els treballs del jurat de direcció de concursos a Florència, Tòquio, Budapest. El 2011 i el 2015, va encapçalar el jurat de l'especialitat "Direcció d'òpera i simfònica" al Primer i Segon Concurs de Música de Moscou.
La discografia del director inclou enregistraments de Melodiya, EMI, Collins Classics, Cypres, Hungaroton, Le Chant du Monde, Pannon Classic, Sonora, Tring International, així com vídeos de les seves actuacions al Teatre Bolshoi (la firma americana Kultur).
Membre del PCUS des de 1973.

## Alumnes
Han estat alumnes seus, Pavel Sorokin, Dimitris Botinis, Alexey Verkhoven, Maxim Vengerov entre d'altres.

## Premis i títols
- II Concurs de directors d'orquestra (1966, 6è premi)
- IV Concurs Internacional de Directors d'Orquestra de l'Acadèmia Nacional de Santa Cecília de Roma (1968, 1r premi)
- Artista honorat de la RSFSR (1971)
- Artista popular de la RSFSR (1976)
- Artista popular de l'URSS (1981)
- Premi Lenin Komsomol (1977) - per la seva gran contribució al desenvolupament de l'art operístic soviètic
- Orde del Mèrit de la Pàtria, III grau (2017)
- Orde del Mèrit de la Pàtria, IV grau (2011)
- Ordre d'Honor (2001)
- Oficial de l'Ordre del Mèrit (Hongria)
- Comandant de l'Ordre del Mèrit de la Cultura (2003, Romania)[6]
- Insígnia "Per als serveis a la cultura polonesa"
- Premi de la ciutat de Moscou en el camp de la literatura i l'art (2008)
- "Conductor de l'any" segons la qualificació del diari "Musical Review" (temporada 2005-2006)
- "Director i orquestra" segons la qualificació del diari "Musical Review" (2010)

## Participació en produccions del Teatre Bolxoi
òperes
- 20/02/1971 - Nikolai Rimski-Kórsakov, Tsàrskaia nevesta (La núvia del tsar)
- 22/06/1972 - Mikhaïl Glinka, Ruslan i Liudmila
- 22/05/1976 - N. Rimsky-Korsakov Sadko (represa de la producció de 1949)
- 03/03/1978 - W.A. Mozart Così fan tutte
- 27/02/1979 - Richard Wagner L'or del Rin
- 22/04/1979 - Eduard Lazarev, Chemarea Revoluţiei ("Leniniana")
- 25/12/1981 - George Bizet, Carmen
- 29/04/1985 - Serguei Prokófiev, Semion Kotko, (represa de la producció de 1970)

ballets
- 06/10/1972 - Rodion Sxedrín, "Anna Karenina"
- 13/06/1973 - Gustav Mahler, "La mort de la rosa"
- 26/03/1981 - Béla Bartók, "El príncep de la fusta"
- 25/06/1982 - Ígor Stravinski "L'ocell de foc"
- 25/06/1982 - Í. Stravinski, "Petrushka"
- 11/04/1982 - Dmitri Xostakovitx. "L'edat d'or".